# Sphaeropleales
Ordre
Synonymes
- Microsporales Bohlin, 1901[1]

Les Sphaeropleales sont un ordre d'algues vertes de la classe des Chlorophyceae.

## Liste des familles et non-classés
Selon BioLib (25 décembre 2021) :
- Bracteacoccaceae Tsarenko
- Bracteamorphaceae Fuciková, P.O.Lewis & L.A.Lewis
- Characiaceae (Nägeli) Wittrock
- Chromochloridaceae Fuciková, P.O.Lewis & L.A.Lewis
- Dictyochloridaceae Fuciková, P.O.Lewis & L.A.Lewis
- Dictyococcaceae Fuciková, P.O.Lewis & L.A.Lewis
- Hydrodictyaceae Dumortier
- Microsporaceae Bohlin
- Mychonastaceae Fuciková, P.O.Lewis & L.A.Lewis
- Neochloridaceae Ettl & Komárek
- Pseudomuriellaceae Fuciková, P.O.Lewis & L.A.Lewis
- Radiococcaceae Fott ex P.C. Silva
- Rotundellaceae Fuciková, P.O.Lewis & L.A.Lewis
- Scenedesmaceae Oltmanns
- Schizochlamydaceae Fuciková, P.O.Lewis & L.A.Lewis
- Schroederiaceae Fuciková, P.O.Lewis & L.A.Lewis
- Selenastraceae Blackman & Tansley
- Tumidellaceae Fuciková, P.O.Lewis & L.A.Lewis

Selon ITIS (25 décembre 2021) :
- Bracteacoccaceae
- Bracteamorphaceae
- Characiaceae
- Chromochloridaceae
- Dictyochloridaceae
- Dictyococcaceae
- Hydrodictyaceae
- Microsporaceae
- Mychonastaceae
- Neochloridaceae
- Pseudomuriellaceae
- Radiococcaceae
- Rotundellaceae
- Scenedesmaceae
- Schizochlamydaceae
- Schroederiaceae
- Selenastraceae
- Sphaeropleaceae
- Tumidellaceae

Selon NCBI (25 décembre 2021) :
- Bracteacoccaceae Tsarenko, 2005
- Bracteamorphaceae Fucikova, P.O.Lewis & L.A.Lewis, 2014
- Chromochloridaceae Fucikova, P.O.Lewis & L.A.Lewis, 2014
- Cylindrocapsaceae Wille, 1884
- Dictyochloridaceae Fucikova, P.O.Lewis & L.A.Lewis, 2014
- Dictyococcaceae Fucikova, P.O.Lewis & L.A.Lewis, 2014
- Hydrodictyaceae Dumort., 1829
- Mychonastaceae Fucikova, P.O.Lewis & L.A.Lewis, 2014
- Neochloridaceae Ettl & Komarek, 1982
- Pseudomuriellaceae Fucikova, P.O.Lewis & L.A.Lewis, 2014
- Radiococcaceae Fott ex P.C.Silva, 1980
- Rotundellaceae Fucikova, P.O.Lewis & L.A.Lewis, 2014
- Scenedesmaceae Oltmanns, 1904
- Schizochlamydaceae Fucikova, P.O.Lewis & L.A.Lewis, 2014
- Schroederiaceae Fucikova, P.O.Lewis & L.A.Lewis, 2014
- Selenastraceae Blackman & Tansley, 1903
- Sphaeropleaceae Kuetzing, 1849
- Tumidellaceae Fucikova, P.O.Lewis & L.A.Lewis, 2014
- non-classé Sphaeropleales incertae sedis

Selon World Register of Marine Species (25 décembre 2021) :
- Ankistrodesmaceae Korshikov, 1953
- Bracteacoccaceae
- Bracteamorphaceae Fuciková, P.O.Lewis & L.A.Lewis, 2014
- Characiaceae
- Hydrodictyaceae
- Microsporaceae
- Neochloridaceae Ettl & Komárek, 1982
- Radiococcaceae Fott ex P.C.Silva
- Rotundellaceae
- Scenedesmaceae Oltmanns, 1904
- Schizochlamydaceae Fuciková, P.O.Lewis & L.A.Lewis, 2014
- Selenastraceae
- Sphaeropleales incertae sedis
- Tumidellaceae